# Peucobius
Peucobius är ett släkte av steklar. Peucobius ingår i familjen brokparasitsteklar.
Kladogram enligt Catalogue of Life:
| Peucobius | \| \| Peucobius fulvus \| \| \| \| \| \| Peucobius piceus \| \| \| \| |
|           | \| \| Peucobius fulvus \| \| \| \| \| \| Peucobius piceus \| \| \| \| |
|           | Peucobius fulvus                                                      |
|           |                                                                       |
|           | Peucobius piceus                                                      |
|           |                                                                       |